# Cook (Nebraska)
Cook es una villa ubicada en el condado de Johnson en el estado estadounidense de Nebraska. En el Censo de 2010 tenía una población de 321 habitantes y una densidad poblacional de 716,41 personas por km².

## Geografía
Cook se encuentra ubicada en las coordenadas 40°30′38″N 96°9′42″O / 40.51056, -96.16167. Según la Oficina del Censo de los Estados Unidos, Cook tiene una superficie total de 0.45 km², de la cual 0.45 km² corresponden a tierra firme y (0%) 0 km² es agua.

## Demografía
Según el censo de 2010, había 321 personas residiendo en Cook. La densidad de población era de 716,41 hab./km². De los 321 habitantes, Cook estaba compuesto por el 95.02% blancos, el 0% eran afroamericanos, el 0% eran amerindios, el 1.25% eran asiáticos, el 0% eran isleños del Pacífico, el 2.18% eran de otras razas y el 1.56% pertenecían a dos o más razas. Del total de la población el 3.12% eran hispanos o latinos de cualquier raza.